# Molophilus (Molophilus) arciferus
Molophilus (Molophilus) arciferus is een tweevleugelige uit de familie steltmuggen (Limoniidae). De soort komt voor in het Neotropisch gebied.